# Purtsi
Purtsi är en by (estniska: küla) i Elva kommun i landskapet Tartumaa i södra Estland. Byn ligger vid Riksväg 52 samt ån Purtsi jõgi som har sitt utflöde i den större ån Väike Emajõgi vid byns västra gräns. Väike Emajõgi mynnar i sin tur ut i sjön Võrtsjärv i nordväst.
I kyrkligt hänseende hör byn till Rõngu församling inom den Estniska evangelisk-lutherska kyrkan.
Före kommunreformen 2017 hörde byn till dåvarande Puka kommun i landskapet Valgamaa.